# Leiurus hoggarensis
Espèce
Leiurus hoggarensis est une espèce de scorpions de la famille des Buthidae.

## Distribution
Cette espèce est endémique du Hoggar en Algérie.

## Description
Le mâle holotype mesure 77,7 mm et la femelle paratype 94,6 mm.

## Étymologie
Son nom d'espèce, composé de hoggar et du suffixe latin -ensis, « qui vit dans, qui habite », lui a été donné en référence au lieu de sa découverte, le Hoggar.

## Publication originale
- Lourenço, Kourim & Sadine, 2018 : « Scorpions from the region of Tamanrasset, Algeria. Part II. A new African species of the genus Leiurus Ehrenberg, 1828 (Scorpiones: Buthidae). » Arachnida - Rivista Aracnologica Italiana, vol. 4, p. 3-14.